# Fontitrygon geijskesi
Fontitrygon geijskesi ist eine Stechrochenart und lebt im äquatorialen Westatlantik zwischen den Küsten Venezuelas und des nördlichen Brasilien (Bundesstaat Amapá). Möglicherweise ist die Art auch in der Karibik verbreitet.

## Merkmale
Fontitrygon geijskesi hat eine runde Brustflossen-Scheibe, die etwa so breit wie lang ist, und erreicht meist eine Scheibenbreite von 70 cm (Maximum 1,50 Meter). Das spitze Rostrum ragt weit über die Scheibe hinaus und ist etwa halb so lang wie diese. Der peitschenähnliche Schwanz ist mehr als doppelt so lang wie die Scheibe und trägt einen oder zwei Giftstachel. Die Oberseite ist dunkelbraun. Die Unterseite ist weiß, an den Rändern grau. Die Zähne sind gelblich weiß.

## Lebensweise
Der Rochen lebt küstennah im Flachwasser zwischen 5 und 80 Metern und geht auch in Brackwasser. Einen Nachweis gibt es auch aus einer Tiefe von 810 Metern. Während der äquatorialen Trockenzeiten hält er sich näher, während der Regenzeiten etwas weiter entfernt von der Küste auf. Er ernährt sich von Wirbellosen wie Würmern, Krebstieren und Weichtieren, die er meist aus dem Meeresboden ausgräbt. Die Art ist ovovivipar mit Würfen von ein bis drei Jungtieren. Im Uterus ernähren sich die Embryos zunächst vom Eidotter, dann von einer schleimigen, vom Uterus ausgeschiedenen Flüssigkeit die mit Fett und Proteinen angereichert ist.

## Systematik
Die Rochenart wurde im Jahr 2004 durch den niederländischen Ichthyologen Marinus Boeseman unter der wissenschaftlichen Bezeichnung Dasyatis geijskesi beschrieben. Bei einer Mitte 2016 erfolgten Revision der Dasyatidae wurde die Art in die neu eingeführte Gattung Fontitrygon gestellt.